# Aldrig i livet
Aldrig i livet är en svensk komedifilm från 1956 i regi av Arne Ragneborn. Aldrig i livet är en omklippt version av den totalförbjudna gangsterfilmen Det händer i natt av Ragneborn från samma år.

## Handling
I originalversionen Det händer i natt spelar Ragneborn den unge kriminelle Gunnar som planerar den stora kuppen. Som ett led i planen förlovar han sig bland annat med dottern till en nattvakt. Till sin hjälp har han den nyligen utsläppte knarkaren Nicke, spelad av Sven-Eric Gamble, och "Svampen", spelad av Lars Ekborg. Han får även hjälp av sin syster, nattklubbssångerskan Lily spelad av Ingrid Thulin. När väl kuppen genomförs skjuts nattvakten. Under en bilfärd till den båt som ska ta tjuvarna till Sydamerika, giftmördar Gunnar sina två kumpaner för att få hela bytet själv. För att dölja spåren sätter Gunnar eld på bilen med liken, men då dyker den kriminella restaurangägaren och knarkhandlaren "Klämman" upp och båda dör i en skottlossning, samtidigt som rånbytet brinner upp i lågorna. 
I den omgjorda komediversionen Aldrig i livet är ramhandlingen istället en filminspelning där skådespelaren, spelad av Ekborg, somnar och i drömsekvenser används delar av filmmaterialet från Det händer i natt.

## Om filmen
Inspelningen av filmen skedde med ateljéfilmning vid Metronome Studios AB i Stocksund med exteriörer från Stockholm av Bengt Lindström. Manusförfattaren Ivar Segle var en pseudonym för författarna Peter Bourne, Lars Burman, Lars Ekborg, Sven-Eric Gamble och Arne Ragneborn. Filmen finansierades med 150 000 svenska kronor som Ragneborn, Ekborg och Gamble själva hade satsat. 
Filmen visades först upp för statens biografbyrå som Det händer i natt. Efter granskning bestämde biografbyrån på inrådan av filmgranskningsrådet att filmen skulle totalförbjudas för offentlig visning. Statens biografbyrå menade på att filmen var förråande vilket bröt mot § 6 i Biografförordningen.
| ”                             | Det är inte enstaka vågade scener vi reagerat mot utan mot hela andan i filmen och dess benägenhet att syssla med det sexuella, med ungdomars sprit- och narkotikaorgier och den allmänna gangstermentaliteten, säger en av filmcensorerna, dr Allan Grönwald. | „ |
| – Aftonbladet 13 oktober 1956 | |   |

Filmen blev första film som censurförbjöds sedan 1917, då Mysteriet natten till den 25:e förbjöds. Originalversionen exporterades dock och visades i bland annat Italien, Västtyskland och Danmark. I starkt nedklippt version, tillsammans med en nyinspelad ramhandling och i formen av en komedi, återlanserades filmen i Sverige under namnet Aldrig i livet. Den premiärvisades i november 1956 på biograf Grand i Nyköping men denna version uppskattades inte av vare sig kritiker eller publik och filmen försvann ifrån Stockholms biografer efter bara två veckor. Med en två minuters förkortad version av originalfilmen försökte Ragneborn få granskningsnämnden att åter godkänna filmen 1958, men utan resultat.

## Roller i urval
- Arne Ragneborn - Gunnar/skådespelare i farsen
- Ingrid Thulin - Lily, sångerska, Gunnars syster
- Lars Ekborg - Svampen/skådespelare
- Sven-Eric Gamble - Nicke/skådespelare
- Hampe Faustman - Klämman, restaurangägare - filmregissör
- Margareta Nordin - Margit Karlsson
- Keve Hjelm - Rabatten, pianist, Lilys man
- Peter Lindgren - Ärtan/sminkör
- Elof Ahrle - Manne Karlsson, nattvakt, Margits far
- Astrid Bodin - fru Karlsson, Margits mor
- Hjördis Petterson - portvaktsfru
- Åke Engfeldt - kamrer
- Stig Järrel - hälare
- John Melin - man med störd nattsömn
- Ulf Jensen-Carlén - bartender
- Lars Burman - filmfotograf
- Norma Sjöholm - festande kvinna med djup urringning

## Musik i filmen
- Dans på Åsen musik Carl-Gösta Ahrné som var en pseudonym för Carl Andersson och Gösta Lundell,
- Hangover musik Frederick G Charrosin,
- Hometown March musik Rocus van Yperen
- James Point musik Anders Burman, Charlie Norman och Anders Windestam,
- Strings in Soliloquy musik Denis Rycoth
- Ung sympatisk man musik av Ulf Jensen-Carlén.
- La vie est brève musik av Ulf Jensen-Carlén.

## DVD
Båda versionerna gavs ut på DVD 2009.